# Jan de Lichte
Jan de Lichte (baptisé le 7 avril 1723 à Velzeke et mort à Alost, le 14 novembre 1748) était un criminel belge et un chef de bande. Durant la guerre de Succession d'Autriche, sa bande et lui-même, poussés par la pauvreté et la misère, ont commis des vols puis des meurtres. Sa tête a été mise à prix, et il fut arrêté par les troupes d'occupation françaises et exécuté en place publique par des bourreaux.
La bande de Jan de Lichte et sa fin ont donné vie à des légendes et un folklore en Flandre. De nos jours, Jan de Lichte est également connu pour l'œuvre littéraire de Louis Paul Boon dans son livre ''La bande de Jan de Lichte'' et par la diffusion d'une mini série télévisée, Bandits des Bois, sur Netflix à partir du 20 janvier 2020.

## Biographie

### La jeunesse
Jan de Lichte naît en 1723 près du Driesmolen à Velzeke en Belgique dans la famille de Joël ou Joseph (latinisé en Jodocus dans les registres catholiques de baptême) de Lichte et d'Elisabeth de Schepper. L'arrêt de mort de 1748 mentionne un âge de 23 ans, mais le registre de la paroisse de Velzeke mentionne son baptême en 1723. Ses parents étaient alors déjà d'âge mûr : en 1748, Joseph de Lichte avait 69 ans et Elisabeth de Schepper 70.
Pour gagner leur vie, ils ont dû faire appel à la "tablette du Saint-Esprit", une œuvre d'aide charitable pour les plus nécessiteux. Les parents de Jan et d'autres membres de la famille, comme son frère aîné Pieter de Lichte et son oncle Joannes de Schepper, ont été reconnus coupables de vol.
jeune, Jan est fanfaron, passionné et bravache.
Pour sortir de la pauvreté, Jan s'enrôle pour l'armée autrichienne, puis dans l' armée hollandaise, mais déserte à chaque fois peu de temps après. En 1740, il commet ses premiers larcins à Dikkele et Strijpen. Il erre alors avec d'autres mendiants et vagabonds, rencontrés au cours des errances sur les routes belges.
Le premier acte violent signalé de Jan de Lichte date de 1743 lorsqu'il tire un pistolet sur des pèlerins à la chapelle Onze-Lieve-Vrouw van Deinsbeke à Zottegem.

### Le soldat
À la suite de la guerre de Succession d'Autriche, les troupes du royaume de France occupent les Pays-Bas autrichiens en 1745. L'obligation de nourrir les 52 000 soldats de l'armée française rend les conditions de vie encore plus difficiles pour les quelque 125 000 habitants d'Alost et des villages environnants. 

### La bande
La bande n'est pas une organisation structurée, mais une alliance tacite entre voleurs, gitans et d'autres personnes déclassées qui s'associent au gré des circonstances.
Les maraudeurs volent dans des fermes isolées, des moulins à vent, des forges, chez des personnes ordinaires. Le butin consiste principalement en vêtements, qui sont revendus aux guérisseurs, et en nourriture pour l'usage propre des membres de la bande. L'argent est rare et donc peu volé. Les délits ne sont souvent pas des exploits. ; Jan de Lichte et ses complices sont notamment chassés avec succès en 1747 lors d'une tentative de vol.
Les membres de la bande les plus durs suivent souvent Jan de Lichte. 
La bande sévit essentiellement entre Zottegem et Grammont et est surtout active à partir de 1747. Le groupe comprend Francis van der Geenst ("Tincke"), Francis van den Haute ("Abeel"), Anthone van der Gucht ("Tone den Breteur"), Jan Savoye ("Klein Janneken"), Francis Meulenaere, Adriaan Vagenende, les frères Jean et Jacques Couvreur, Lieven Faviel, Jan de Vrieze, Gillis van der Elst et Simon Ysenbaert. Il n'y a aucune indication dans les sources historiques que Jan de Lichte fut formellement le chef.
Les bandits se cachent dans les bois et dissimulent leur butin dans des auberges comme De Honger (La famine) à Audenhove-Sainte-Marie et De Ealing à Aspelare.
Cependant, des conflits surgissent souvent entre bandits, à propos du partage du butin ou des réclamations au sujet des femmes avec lesquelles ils vivent ensemble sans être mariés.

### Une bande violente
Le troisième jour de la Pentecôte 1748 (le 2 juin), alors que Jan de Lichte et ses accolites jouaient krulbol dans une auberge de Scheldewindeke, un différend éclate avec Jan de Vrieze, et dégénère en rixe. Jan de Lichte poignarde De Vrieze à l'estomac.
Les compagnons de Lichte, Vagenende et Meulenaere traînent le corps sur une centaine de pas et le jettent dans l'eau, non sans l'avoir d'abord déshabillé. Lors de son arrestation, Meulenaere portait toujours les vêtements de la victime.
C'est alors qu'un changement se produit chez Jan de Lichte : la violence monte contre ses anciens camarades. Gillis van der Elst est assassiné à Bavegem. À coups de pistolet dans le dos, De Lichte tente de se débarrasser de ses rivaux Tincke et Pieter van de Putte. Dans la nuit du 30 au 31 juillet il tue Jan Dossche, qui n'avait pour tort que de l'avoir surpris, d'un coup de pistolet. Dans la nuit du 15 au 16 août, à Grammene, Marie Anne de Smet,épouse de Pieter Bovjin, est assassinée par De Lichte et Vagenende à coups de couteau et coups de pistolet.

### Fin de la bande

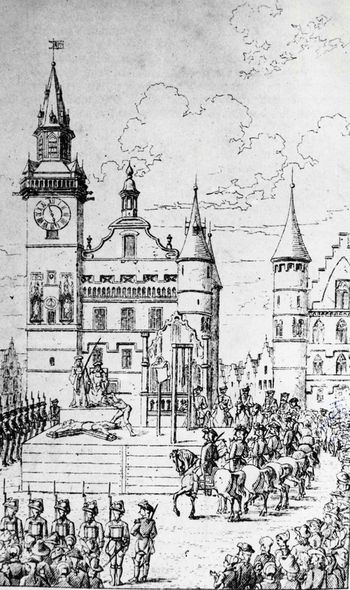
L'exécution de Jan de Lichte sur la Grand-Place d'Alost

Après le  Chute de Maastricht le 7 mai 1748, un armistice intervint dans la guerre de Succession d'Autriche, permettant aux forces d'occupation françaises de porter leur attention vers les brigands qui infestent le pays. Le 28 septembre 1748, une chasse à l'homme a été organisée au cours de laquelle tous les résidents de la castellany et de Courtrai, Alost, Termonde et Audenarde ont été convoqués pour arrêter quiconque était sans papiers valides ni résidence permanente. Environ 130 personnes ont été arrêtées. Certains ont été emprisonnés au Beffroi d'Alost, mais en raison du grand nombre de personnes arrêtées, ils ont également été emprisonnés dans les locaux des rhéteurs de Sainte Barbara et de Sainte Catherine.
Du 7 octobre au 14 décembre 1748, un peu plus de 100 personnes ont été condamnées. Les peines ont été exécutées le jour même ou le lendemain.
Le 14 novembre 1748 à onze heures et demie, Jan de Lichte est exécuté par les bourreaux. Ce châtiment, rarement vu aux Pays-Bas, visait à priver le condamné de toute chance de résurrection le jour du jugement dernier. Quatre autres meurtriers (Simon Ysenbaert, Lieven Faviel, Augustijn Hendricx, Jan de Priester) ont subi le même sort. 17 autres ont été pendus; les femmes et les guérisseurs étaient généralement fouettés et bannis. 11 membres de la bande qui ont réussi à s'échapper à temps ont été condamnés à mort par contumace.

## Hommages

### Héritage littéraire
Jan de Lichte est devenu un capitaine légendaire, voleur, terrifiant et la bande est devenue «sa» bande. Dans le folklore flamand, le personnage de Jan de Lichte est mêlé à ceux d'autres bandits, comme les Bokkenrijders (actifs dans la vallée de la Meuse), et les relieurs et brûleurs de pieds  (actif pendant la Révolution française).
- Selon une étude achevée en 1967, des histoires mettant en scène Jan de Lichte et sa bande sont contées dans au moins 35 communes de Flandre orientale.
- Certaines histoires illustrent la cruauté du chef de bande : dans une histoire récurrente, par exemple, il aurait versé une coulée d'étain bouillant dans la bouche d'une personne endormie[6],[7]. Dans d'autres histoires, l'arrestation de Jan de Lichte est évoquée: lors de la chasse à l'homme, il se serait caché dans un arbre creux et aurait été trahi par un chien qui aboyait. Enfin, il y a eu plusieurs versions disparates de ses derniers mots lors de son exécution
- En 1874, le greffier de la ville de Wetteren, E. Ternest, publia «Jan de Lichte et sa bande». Présenté comme un «livre folklorique» qui, avec son contenu sensationnel et écrit dans une langue vernaculaire (en flamand) accessible, connut un certain succès. Le travail de Ternest deviendra l'inspiration pour les versions suivantes.
- L'écrivain régionaliste Abraham Hans a publié en 1908 (sous le pseudonyme de Hans Van Horenbeek) le roman  «Jan de Lichte et sa bande noire de voleurs».

### Statuaire
- Après la mort de Boon en 1979, la société Louis Paul Boon a voulu rendre hommage à l'écrivain et a chargé l'artiste Roel D'Haese de réaliser une statue. Cependant, au lieu de concevoir une représentation figurative de l'écrivain, il préféra une statue de trois mètres de haut représentant Jan de Lichte, qui était selon lui le personnage principal du principal roman de Boon. L'intention de D'Haese et d'Hugo Claus était que cette statue fut érigée sur la grand place (Grote Markt) d'Alost. Cependant, le conseil municipal d'Alost n'a pas souhaité qu'un tel hommage fut rendu à un bandit. La statue a été offerte à la commune de Zottegem, avec l'intention de l'ériger dans le village natal de Jan de Lichtes, Velzeke. Pour les mêmes raisons qu'à Alost, la requête y fut également rejetée. Finalement, à la fin de l'année 2009, la statue s'est retrouvée dans le musée de sculpture de plein air du parc Middelheim, au sud d'Anvers.
- Depuis 1988, Le panneau Jan de Lichte pad marque des lieux où serait né et aurait vécu jan de Lichte.

### Cinéma et télévision
- Depuis janvier 2020, la plateforme de vidéo à la demande Netflix diffuse une série historique en costumes en une saison de 10 épisodes "Bandits des Bois" en version française et "De Bende van Jan de Lichte" en version originale.

### Autres hommages
- En 2005, la brasserie belge De Glazen Toren a créé la bière Jan de Lichte.
- En 2012, dans le cadre des journées du patrimoine, à l'occasion de l'année Boon, le procès et l'exécution de Jan de Lichte ont été rejoués à Alost, sur une mise en scène de Anton Cogen. L'avocat Jef Versassen a joué le défenseur. Le spectacle a ensuite été rejoué à Velzeke.